# Sullivan (New Hampshire)
Sullivan è un Comune degli Stati Uniti d'America facente parte della contea di Cheshire nello Stato del New Hampshire.